# Jozef Dobrotka
Jozef Dobrotka, slovaški rokometaš, * 23. oktober 1952, Bojnice.
Leta 1976 je na poletnih olimpijskih igrah v Montrealu v sestavi češkoslovaške rokometne reprezentance osvojil sedmo mesto.